# Antelope Valley
Antelope Valley is een vallei in de Amerikaanse staat Californië in het noorden van Los Angeles en het zuidoosten van Kern County. Het is gelegen tussen de Tehachapi en San Gabriel Mountains en bestaat uit het uiterste westen van de Mojavewoestijn. De vallei is genoemd naar de gaffelbokken, waarvan gezegd wordt dat ze daar in grote aantallen voorkwamen, voordat ze verdwenen door toedoen van jagers en slechte weersomstandigheden in de jaren 80 van de 19e eeuw.

## Geografie
Antelope Valley bevindt zich in het zuiden van Californië op de grens tussen Kern en Los Angeles County hemelsbreed zo'n 60 km noordelijk van de stad Los Angeles op een hoogte van 723 meter boven zeeniveau. Het bestaat uit het westelijkste deel van de Mojavewoestijn en wordt begrensd door de San Gabriel Mountains in het zuiden, de Tehachapi Mountains in het westen, Fremont Valley in het noorden en El Mirage Valley in het oosten. Het woestijnachtige dal beslaat een oppervlakte van ongeveer 5.700 km².
In het midden van de vallei bevinden zich boven Rosamond de Rosamond Hills, deze heuvels zijn maximaal 200 meter hoger dan de rest van het gebied. Ten zuiden daarvan ligt Rosamond Lake dat samen met het grotere Rogers Dry Lake een tijdelijk meer kan vormen tijdens het regenseizoen.

### Steden en dorpen
De twee grootste steden zijn het aan elkaar gegroeide Lancaster (159.055 inwoners) en Palmdale (155.650 inwoners), die allebei onder Los Angeles County vallen, in het zuiden van het dal. Het inwoneraantal van deze steden is vanaf 1980 sterk toegenomen. Ook het mislukte project California City, dat onder Kern County valt, ligt in Antelope Valley, deze geplande stad is qua oppervlakte een van de grootste steden van de staat en zou een bevolkingsomvang moeten bereiken vergelijkbaar met die van Los Angeles, maar heeft op het moment ruim 10.000 inwoners.
Andere plaatsen in het deel van de vallei dat bij Kern County hoort, zijn Boron, Edwards Air Force Base, Johannesburg, Mojave, North Edwards, Randsburg en Rosamond. En in het deel van L.A. County liggen Antelope Acres, Desert View Highlands, Lake Los Angeles, Littlerock, Llano, Pearblossom, Quartz Hill en Sun Village.

### Klimaat
| Maand                       | jan  | feb  | mrt  | apr  | mei  | jun  | jul  | aug  | sep  | okt  | nov  | dec  | Jaar  |
| --------------------------- | ---- | ---- | ---- | ---- | ---- | ---- | ---- | ---- | ---- | ---- | ---- | ---- | ----- |
| Gemiddeld maximum (°C)      | 13,9 | 15,6 | 18,9 | 21,7 | 27,2 | 32,2 | 36,1 | 35,6 | 31,1 | 25,6 | 18,3 | 13,3 | 24,1  |
| Gemiddelde temperatuur (°C) | 7,8  | 9,4  | 12,2 | 15,0 | 20,6 | 25,0 | 28,9 | 27,8 | 23,9 | 17,8 | 11,7 | 7,2  | 17,3  |
| Gemiddeld minimum (°C)      | 1,1  | 2,8  | 5,0  | 7,8  | 13,3 | 17,8 | 21,1 | 20,0 | 16,1 | 10,0 | 4,4  | 0,6  | 10,0  |
|                             |      |      |      |      |      |      |      |      |      |      |      |      |       |
| Neerslag (mm)               | 30,5 | 40,1 | 24,6 | 5,8  | 2,5  | 1,0  | 8,1  | 7,1  | 3,6  | 9,4  | 15,2 | 22,6 | 170,5 |
| Bron: The Weahter Channel   |      |      |      |      |      |      |      |      |      |      |      |      |       |

| Maand                       | jan  | feb  | mrt  | apr  | mei  | jun  | jul  | aug  | sep  | okt  | nov  | dec  | Jaar  |
| --------------------------- | ---- | ---- | ---- | ---- | ---- | ---- | ---- | ---- | ---- | ---- | ---- | ---- | ----- |
| Gemiddeld maximum (°C)      | 15,0 | 16,7 | 19,4 | 22,8 | 27,8 | 32,8 | 36,7 | 36,7 | 32,8 | 26,1 | 19,4 | 14,4 | 25,1  |
| Gemiddelde temperatuur (°C) | 7,2  | 9,4  | 11,7 | 15,0 | 20,0 | 24,4 | 28,3 | 27,2 | 23,3 | 17,2 | 11,1 | 6,7  | 14,9  |
| Gemiddeld minimum (°C)      | −0,6 | 1,7  | 3,9  | 7,2  | 12,2 | 16,1 | 19,4 | 17,8 | 13,9 | 7,8  | 2,2  | −1,1 | 8,4   |
|                             |      |      |      |      |      |      |      |      |      |      |      |      |       |
| Neerslag (mm)               | 38,1 | 46,5 | 29,0 | 8,9  | 2,3  | 1,3  | 2,3  | 2,5  | 3,8  | 11,2 | 13,7 | 29,2 | 188,8 |
| Bron: The Weahter Channel   |      |      |      |      |      |      |      |      |      |      |      |      |       |

## Natuur

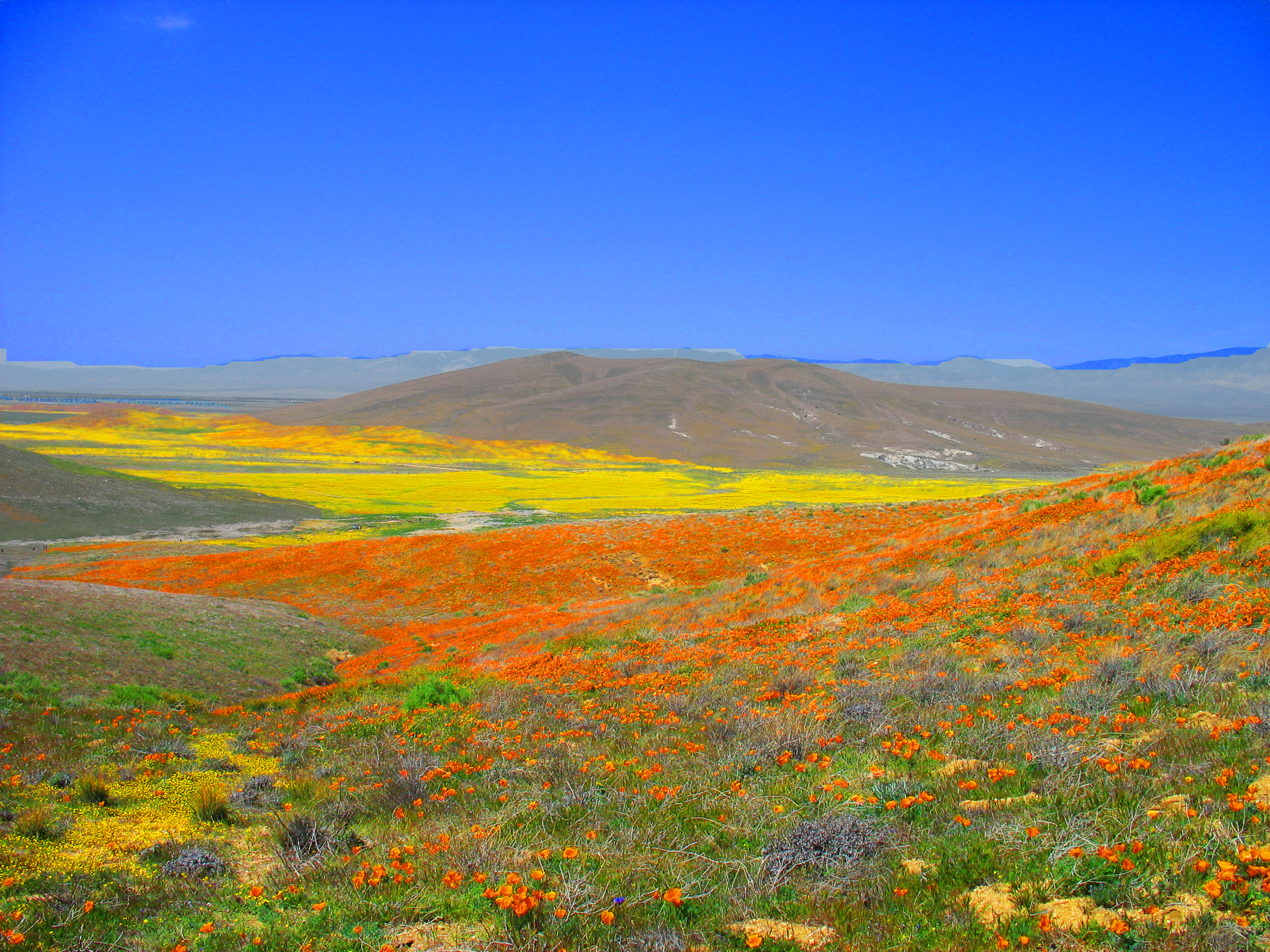
Het Poppy Reserve

Het Antelope Valley California Poppy Reserve is een natuurpark, een zogenaamd state nature reserve, dat in de vallei ligt. In de lente zijn de velden van het park bedekt met kleurrijke bloemen van verschillende soorten, waaronder het slaapmutsje en soorten uit de geslachten lupine en lasthenia. In het park leven ook verscheidene woestijndieren, zoals ratelslangen, coyotes en goffers.
Hoewel de vallei zijn naam dankt aan de gaffelbokken, komen de dieren er niet meer voor. Deze zijn na 1880 verdwenen door onder andere de toegenomen recreatieve jacht, maar ook door slechte weersomstandigheden.